# Legame mortale
Legame mortale (The Tie That Binds) è un film thriller del 1995 diretto da Wesley Strick.